# Casabianca (ort i Colombia, Tolima, lat 5,08, long -75,12)
Casabianca är en ort i Colombia.   Den ligger i departementet Tolima, i den centrala delen av landet, 130 km väster om huvudstaden Bogotá. Casabianca ligger 2 036 meter över havet och antalet invånare är 1 593.
Terrängen runt Casabianca är kuperad österut, men västerut är den bergig. Runt Casabianca är det ganska tätbefolkat, med 86 invånare per kvadratkilometer. Närmaste större samhälle är Fresno, 12,4 km nordost om Casabianca. I omgivningarna runt Casabianca växer i huvudsak städsegrön lövskog.